# Кладов, Илья Евдокимович
Илья Евдокимович Кладов — советский хозяйственный и государственный деятель, лауреат Государственной премии СССР за выдающиеся достижения в труде.

## Биография
Родился в 1937 году. Член КПСС.
В 1960—1962 годах — портовый грузчик, крановщик и водитель автопогрузчика, в 1962—1973 годах — бригадир портовых рабочих, в 1973—1975 годах — инженер по грузозахватным устройствам порта, заместитель начальника правобережного грузового района, в 1975—1997 годах — бригадир укрупненной комплексной бригады портовых рабочих Новосибирского речного флота Министерства речного флота РСФСР.
За повышение эффективности использования авиационного, автомобильного, ж/д, водного транспорта и рыболовных судов был в составе коллектива удостоен Государственной премии СССР за выдающиеся достижения в труде 1978 года.
Почетный работник речного флота РСФСР (1979).
Живёт в Новосибирске.

## Награды
- Орден Трудовой Славы II степени (1986)
- Орден Трудовой Славы III степени (20.02.1975)